# Pedro de Andrade Faria
Pedro de Andrade Faria é um executivo brasileiro, ex-presidente da BRF, cargo que ocupou na empresa entre 2015 e dezembro de 2017. Antes de se tornar presidente da BRF, foi membro do conselho e, depois, CEO de Operações Internacionais.
Faria atuou como membro do Conselho de Administração e diretoria de Relações com Investidores da Tarpon, posteriormente foi sócio-diretor do Pátria Investimentos, responsável por monitoramento de portfólio de private equity.

## Problemas judiciais
Em 5 de março de 2018, foi preso pela Polícia Federal no âmbito da 3ª Fase da Operação Carne Fraca, denominada 'Trapaça" e que tem como alvo fraudes laboratoriais perante o Ministério da Agricultura, Pecuária e Abastecimento (Mapa). As investigações apontaram fraude em resultados de exames em amostras no processo industrial da BRF bem como de cinco laboratórios credenciados junto a Agricultura, processo em que eram informados dados fictícios em laudos e planilhas técnicas. De acordo com as investigações, as práticas ilícitas contavam com a anuência de executivos do grupo empresarial, de seu corpo técnico e de profissionais responsáveis pelo controle de qualidade dos produtos da própria empresa. Além disso, foram constatadas manobras extrajudiciais operadas pelos executivos com o objetivo de acobertar a prática dos crimes no curso das investigações.
Em 9 de março de 2018, foi revogada a prisão temporária de Faria e de outros 9 funcionários da BRF. A decisão foi adotada pela fato de Faria não ter mais influência no comando da empresa e, portanto, não poderia atrapalhar as investigações.